# 摩里斯科人 (現代西班牙)
摩裏斯科人（西班牙語：Morisco），也叫西班牙裔摩爾人。是出生在現代西班牙本土的西班牙裔伊斯蘭教皈依者（非柏柏爾人），人數約在2～5萬。他們都是遜尼派哈乃斐派。